# Fußball-Club Energie Cottbus 2004-2005
Questa voce raccoglie le informazioni riguardanti il Fußball-Club Energie Cottbus nelle competizioni ufficiali della stagione 2004-2005.

## Stagione
Nella stagione 2004-2005 l'Energie Cottbus, allenato da Eduard Geyer e Petrik Sander, concluse il campionato di 2. Bundesliga al 14º posto. In Coppa di Germania l'Energie Cottbus fu eliminato al secondo turno dall'Hannover 96.

## Rosa
| N. |                          | Ruolo | Calciatore          |
| -- | ------------------------ | ----- | ------------------- |
| 1  | Germania (bandiera)      | P     | André Thoms         |
| 3  | Germania (bandiera)      | D     | Christian Beeck     |
| 4  | Germania (bandiera)      | D     | Rayk Schröder       |
| 5  | Stati Uniti (bandiera)   | D     | Gregg Berhalter     |
| 6  | Brasile (bandiera)       | D     | Vragel da Silva     |
| 7  | Nuova Zelanda (bandiera) | A     | Brent Fisher        |
| 8  | Nigeria (bandiera)       | C     | Adebowale Ogungbure |
| 9  | Germania (bandiera)      | A     | Steffen Baumgart    |
| 10 | Marocco (bandiera)       | C     | Youssef Mokhtari    |
| 11 | Germania (bandiera)      | C     | Timo Rost           |
| 12 | Germania (bandiera)      | P     | Gunnar Berntsen     |
| 13 | Ungheria (bandiera)      | C     | Zsolt Löw           |
| 14 | Ungheria (bandiera)      | D     | Zoltán Szélesi      |
| 15 | Germania (bandiera)      | C     | Lars Jungnickel     |
| 16 | Benin (bandiera)         | C     | Moussa Latoundji    |
| 17 | Ungheria (bandiera)      | C     | Norbert Mészáros    |

| N. |                                 | Ruolo | Calciatore         |
| -- | ------------------------------- | ----- | ------------------ |
| 18 | Germania (bandiera)             | C     | Björn Brunnemann   |
| 19 | Germania (bandiera)             | D     | Benjamin Schöckel  |
| 20 | Romania (bandiera)              | A     | Adrian Iordache    |
| 21 | Polonia (bandiera)              | C     | Tomasz Bandrowski  |
| 22 | Turchia (bandiera)              | A     | Kenan Şahin        |
| 23 | Bosnia ed Erzegovina (bandiera) | P     | Tomislav Piplica   |
| 24 | Germania (bandiera)             | D     | Toni Lempke        |
| 25 | Rep. Ceca (bandiera)            | D     | Martin Hyský       |
| 26 | Germania (bandiera)             | C     | Sebastian Schuppan |
| 27 | Germania (bandiera)             | C     | Daniel Gunkel      |
| 28 | Germania (bandiera)             | D     | Marcus Winkler     |
| 29 | Germania (bandiera)             | D     | Sebastian Nuhs     |
| 31 | Germania (bandiera)             | D     | Patrick Jahn       |
| 32 | Germania (bandiera)             | C     | Tom Schikora       |
| 34 | Germania (bandiera)             | C     | Torsten Mattuschka |
| 35 | Germania (bandiera)             | D     | Marcus Dörry       |

## Organigramma societario
Area tecnica
- Allenatore: Petrik Sander
- Allenatore in seconda: Thomas Hoßmang
- Preparatore dei portieri: Thomas Köhler
- Preparatori atletici:

## Calciomercato

### Sessione estiva
| Acquisti | Acquisti         | Acquisti          | Acquisti |
| R.       | Nome             | da                | Modalità |
| -------- | ---------------- | ----------------- | -------- |
| A        | Steffen Baumgart | Union Berlino     |          |
| C        | Daniel Gunkel    | Wehen Wiesbaden   |          |
| D        | Martin Hyský     | Dinamo Mosca      |          |
| C        | Norbert Mészáros | Siófok            |          |
| C        | Youssef Mokhtari | Wacker Burghausen |          |
| D        | Zoltán Szélesi   | Újpest            |          |
| A        | Michael Thurk    | Magonza           |          |

| Cessioni | Cessioni          | Cessioni        | Cessioni |
| R.       | Nome              | da              | Modalità |
| -------- | ----------------- | --------------- | -------- |
| C        | Marco Gebhardt    | Monaco 1860     |          |
| D        | Faruk Hujdurović  | Carl Zeiss Jena |          |
| A        | Jiří Kaufman      | Hannover 96     |          |
| P        | Georg Koch        | Duisburg        |          |
| A        | Santiago Silva    | Beira-Mar       |          |
| A        | Robert Vágner     | Ferencváros     |          |
| C        | Stefan Wollermann | Budissa Bautzen |          |

### Sessione invernale
| Acquisti | Acquisti     | Acquisti         | Acquisti |
| R.       | Nome         | da               | Modalità |
| -------- | ------------ | ---------------- | -------- |
| A        | Brent Fisher | Manly Utd        |          |
| A        | Kenan Şahin  | Bayer Leverkusen |          |

| Cessioni | Cessioni             | Cessioni             | Cessioni |
| R.       | Nome                 | da                   | Modalità |
| -------- | -------------------- | -------------------- | -------- |
| C        | Laurențiu Reghecampf | Alemannia Aquisgrana |          |
| A        | Michael Thurk        | Magonza              |          |

## Risultati

### 2. Bundesliga

#### Girone di andata
| Colonia; 8 agosto 2004, ore 15:00 CEST 1ª giornata | Colonia | 0 – 0 referto | Energie Cottbus | RheinEnergieStadion (38 000 spett.)\| Arbitro: \| Kircher \| |
| Arbitro:                                           | Kircher |               |                 |                                                              |

| Arbitro: | Gräfe |

|                       |           |             |
| Thurk 3’ Mokhtari 55’ | Marcatori | 45’ Kennedy |

| Saarbrücken 29 agosto 2004, ore 15:00 CEST 3ª giornata | Saarbrücken | 0 – 0 referto | Energie Cottbus | Ludwigsparkstadion (6 000 spett.)\| Arbitro: \| Kinhöfer \| |
| Arbitro:                                               | Kinhöfer    |               |                 |                                                             |

| Arbitro: | Perl |

|              |           |  |
| Baumgart 75’ | Marcatori |  |

| Arbitro: | Frank |

|                                         |           |                        |
| Foldgast 12’, 54’ Kück 79’ Yildirim 90’ | Marcatori | 47’ Mokhtari 62’ Thurk |

| Arbitro: | Schmidt |

|           |           |               |
| Thurk 73’ | Marcatori | 31’ Krontiris |

| Arbitro: | Rafati |

|                        |           |  |
| Reichel 42’ Rösler 56’ | Marcatori |  |

| Cottbus 17 ottobre 2004, ore 15:00 CEST 8ª giornata | Energie Cottbus | 0 – 0 referto | LR Ahlen | Stadion der Freundschaft (9 600 spett.)\| Arbitro: \| Pickel \| |
| Arbitro:                                            | Pickel          |               |          |                                                                 |

| Arbitro: | Schmidt |

|                         |           |         |
| Vaccaro 62’ Sträßer 85’ | Marcatori | 42’ Löw |

| Arbitro: | Schriever |

|                |           |  |
| Reghecampf 60’ | Marcatori |  |

| Arbitro: | Walz |

|                 |           |              |
| Keller 36’, 75’ | Marcatori | 39’ Baumgart |

| Arbitro: | Henschel |

|                                        |           |  |
| Mészáros 39’ Mokhtari 76’ Baumgart 90’ | Marcatori |  |

| Arbitro: | Weiner |

|                    |           |  |
| Houdt 5’ Kurth 70’ | Marcatori |  |

| Arbitro: | Trautmann |

|                |           |                          |
| Reghecampf 14’ | Marcatori | 27’ Klitzpera 41’ Rolfes |

| Arbitro: | Fandel |

|  |           |                           |
|  | Marcatori | 74’ Schmidt 89’ Reisinger |

| Arbitro: | Schalk |

|                              |           |              |
| van Lent 14’, 40’ Köhler 90’ | Marcatori | 56’ Mokhtari |

| Arbitro: | Stachowiak |

|                                                 |           |            |
| Schröder 31’ Mokhtari 34’ Szélesi 58’ Hyský 70’ | Marcatori | 7’ Schwarz |

#### Girone di ritorno
| Arbitro: | Brych |

|                                             |           |                                                      |
| Baumgart 4’ Mokhtari 19’ (rig.), 83’ (rig.) | Marcatori | 10’, 42’ (rig.), 60’, 67’ (rig.) Podolski 57’ Streit |

| Arbitro: | Kircher |

|  |           |              |
|  | Marcatori | 82’ Mészáros |

| Arbitro: | Grudzinski |

|                    |           |           |
| Mokhtari 6’ (rig.) | Marcatori | 78’ Kling |

| Arbitro: | Scheppe |

|  |           |                |
|  | Marcatori | 75’ Jungnickel |

| Cottbus 18 febbraio 2005, ore 19:00 CET 22ª giornata | Energie Cottbus | 0 – 0 referto | Rot-Weiss Essen | Stadion der Freundschaft (9 250 spett.)\| Arbitro: \| Sippel \| |
| Arbitro:                                             | Sippel          |               |                 |                                                                 |

| Arbitro: | Rafati |

|               |           |  |
| Milchraum 66’ | Marcatori |  |

| Arbitro: | Fröhlich |

|                    |           |  |
| Gunkel 9’ Rost 86’ | Marcatori |  |

| Arbitro: | Stachowiak |

|                                      |           |               |
| Jugović 16’ Svitlica 49’, 82’ (rig.) | Marcatori | 13’ Berhalter |

| Cottbus 20 marzo 2005, ore 15:00 CET 26ª giornata | Energie Cottbus | 0 – 0 referto | Unterhaching | Stadion der Freundschaft (9 500 spett.)\| Arbitro: \| Dingert \| |
| Arbitro:                                          | Dingert         |               |              |                                                                  |

| Arbitro: | Kempter |

|                      |           |  |
| Curri 15’ Helbig 19’ | Marcatori |  |

| Arbitro: | Welz |

|                         |           |           |
| Iordache 7’ Szélesi 53’ | Marcatori | 85’ Marić |

| Arbitro: | Perl |

|                                      |           |                                                |
| Keller 40’ David 54’ Onwuzuruike 78’ | Marcatori | 12’ Gunkel 53’ Iordache 80’ (aut.) van Buskirk |

| Arbitro: | Henschel |

|             |           |  |
| Szélesi 44’ | Marcatori |  |

| Arbitro: | Dingert |

|                                                   |           |  |
| Noll 11’ Michalke 34’ Meijer 44’ (rig.) Gómez 80’ | Marcatori |  |

| Burghausen 8 maggio 2005, ore 15:00 CEST 32ª giornata | Wacker Burghausen | 0 – 0 referto | Energie Cottbus | Wacker-Arena (3 617 spett.)\| Arbitro: \| Grudzinski \| |
| Arbitro:                                              | Grudzinski        |               |                 |                                                         |

| Arbitro: | Kinhöfer |

|  |           |                     |
|  | Marcatori | 14’, 64’, 66’ Meier |

| Arbitro: | Drees |

|                                      |           |                      |
| Rost 2’ (aut.) Schwarz 74’ Freis 90’ | Marcatori | 33’ Gunkel 45’ Şahin |

### Coppa di Germania
| Arbitro: | Gagelmann |

|                  |           |                                  |
| Nikol 10’ (aut.) | Marcatori | 26’ Hyský 33’ Thurk 77’ Iordache |

| Arbitro: | Stark |

|                                          |                      |                                           |
| Thurk 49’, 70’                           | Marcatori            | 2’ Mertesacker 61’ (rig.) Christiansen    |
| Berhalter Szélesi Hyský Thurk Reghecampf | Tiri di rigore 4 – 5 | Sousa Leandro Tarnat Stendel Christiansen |

## Statistiche

### Statistiche di squadra
| Competizione      | Punti | In casa | In casa | In casa | In casa | In casa | In casa | In trasferta | In trasferta | In trasferta | In trasferta | In trasferta | In trasferta | Totale | Totale | Totale | Totale | Totale | Totale | DR  |
| Competizione      | Punti | G       | V       | N       | P       | Gf      | Gs      | G            | V            | N            | P            | Gf           | Gs           | G      | V      | N      | P      | Gf     | Gs     | DR  |
| ----------------- | ----- | ------- | ------- | ------- | ------- | ------- | ------- | ------------ | ------------ | ------------ | ------------ | ------------ | ------------ | ------ | ------ | ------ | ------ | ------ | ------ | --- |
| 2. Bundesliga     | 39    | 17      | 8       | 5       | 4       | 22      | 17      | 17           | 2            | 4            | 11           | 13           | 31           | 34     | 10     | 9      | 15     | 35     | 48     | -13 |
| Coppa di Germania | -     | 1       | 0       | 1       | 0       | 2       | 2       | 1            | 1            | 0            | 0            | 3            | 1            | 2      | 1      | 1      | 0      | 5      | 3      | +2  |
| Totale            | 39    | 18      | 8       | 6       | 4       | 24      | 19      | 18           | 3            | 4            | 11           | 16           | 32           | 36     | 11     | 10     | 15     | 40     | 51     | -11 |

### Andamento in campionato
| Giornata  | 1  | 2 | 3 | 4 | 5 | 6 | 7  | 8  | 9  | 10 | 11 | 12 | 13 | 14 | 15 | 16 | 17 | 18 | 19 | 20 | 21 | 22 | 23 | 24 | 25 | 26 | 27 | 28 | 29 | 30 | 31 | 32 | 33 | 34 |
| --------- | -- | - | - | - | - | - | -- | -- | -- | -- | -- | -- | -- | -- | -- | -- | -- | -- | -- | -- | -- | -- | -- | -- | -- | -- | -- | -- | -- | -- | -- | -- | -- | -- |
| Luogo     | T  | C | T | C | T | C | T  | C  | T  | C  | T  | C  | T  | C  | C  | T  | C  | C  | T  | C  | T  | C  | T  | C  | T  | C  | T  | C  | T  | C  | T  | T  | C  | T  |
| Risultato | N  | V | N | V | P | N | P  | N  | P  | V  | P  | V  | P  | P  | P  | P  | V  | P  | V  | N  | V  | N  | P  | V  | P  | N  | P  | V  | N  | V  | P  | N  | P  | P  |
| Posizione | 13 | 6 | 7 | 4 | 7 | 8 | 11 | 11 | 12 | 10 | 11 | 9  | 11 | 14 | 15 | 18 | 13 | 13 | 12 | 12 | 12 | 11 | 12 | 12 | 13 | 13 | 13 | 10 | 11 | 10 | 12 | 12 | 13 | 14 |

Legenda:

Luogo: C = Casa; T = Trasferta. Risultato: V = Vittoria; N = Pareggio; P = Sconfitta.

### Statistiche dei giocatori
| Giocatore     | 2. Bundesliga | 2. Bundesliga | 2. Bundesliga | 2. Bundesliga | Coppa di Germania | Coppa di Germania | Coppa di Germania | Coppa di Germania | Totale   | Totale | Totale      | Totale     |
| Giocatore     | Presenze      | Reti          | Ammonizioni   | Espulsioni    | Presenze          | Reti              | Ammonizioni       | Espulsioni        | Presenze | Reti   | Ammonizioni | Espulsioni |
| ------------- | ------------- | ------------- | ------------- | ------------- | ----------------- | ----------------- | ----------------- | ----------------- | -------- | ------ | ----------- | ---------- |
| T. Bandrowski | 2             | 0             | 0             | 0             | 0                 | 0                 | 0                 | 0                 | 2        | 0      | 0           | 0          |
| S. Baumgart   | 31            | 4             | 2             | 0             | 2                 | 0                 | 0                 | 0                 | 33       | 4      | 2           | 0          |
| C. Beeck      | 0             | 0             | 0             | 0             | 0                 | 0                 | 0                 | 0                 | 0        | 0      | 0           | 0          |
| G. Berhalter  | 26            | 1             | 6             | 1             | 1                 | 0                 | 0                 | 0                 | 27       | 1      | 6           | 1          |
| G. Berntsen   | 15            | 0             | 1             | 0             | 1                 | 0                 | 0                 | 0                 | 16       | 0      | 1           | 0          |
| B. Brunnemann | 15            | 0             | 4             | 1             | 0                 | 0                 | 0                 | 0                 | 15       | 0      | 4           | 1          |
| M. Dörry      | 0             | 0             | 0             | 0             | 0                 | 0                 | 0                 | 0                 | 0        | 0      | 0           | 0          |
| B. Fisher     | 2             | 0             | 0             | 0             | 0                 | 0                 | 0                 | 0                 | 2        | 0      | 0           | 0          |
| D. Gunkel     | 32            | 3             | 8             | 0             | 1                 | 0                 | 0                 | 0                 | 33       | 3      | 8           | 0          |
| M. Hyský      | 28            | 1             | 4             | 0             | 2                 | 1                 | 0                 | 0                 | 30       | 2      | 4           | 0          |
| A. Iordache   | 32            | 2             | 3             | 0             | 2                 | 1                 | 0                 | 0                 | 34       | 3      | 3           | 0          |
| P. Jahn       | 0             | 0             | 0             | 0             | 0                 | 0                 | 0                 | 0                 | 0        | 0      | 0           | 0          |
| L. Jungnickel | 23            | 1             | 1             | 0             | 1                 | 0                 | 0                 | 0                 | 24       | 1      | 1           | 0          |
| M. Latoundji  | 0             | 0             | 0             | 0             | 0                 | 0                 | 0                 | 0                 | 0        | 0      | 0           | 0          |
| T. Lempke     | 0             | 0             | 0             | 0             | 0                 | 0                 | 0                 | 0                 | 0        | 0      | 0           | 0          |
| Z. Löw        | 22            | 1             | 5             | 2             | 2                 | 0                 | 0                 | 0                 | 24       | 1      | 5           | 2          |
| T. Mattuschka | 6             | 0             | 2             | 0             | 0                 | 0                 | 0                 | 0                 | 6        | 0      | 2           | 0          |
| Y. Mokhtari   | 27            | 8             | 3             | 1             | 1                 | 0                 | 0                 | 0                 | 28       | 8      | 3           | 1          |
| N. Mészáros   | 24            | 2             | 1             | 0             | 0                 | 0                 | 0                 | 0                 | 24       | 2      | 1           | 0          |
| R. Nikol      | 9             | 0             | 3             | 0             | 1                 | 0                 | 1                 | 0                 | 10       | 0      | 4           | 0          |
| S. Nuhs       | 0             | 0             | 0             | 0             | 0                 | 0                 | 0                 | 0                 | 0        | 0      | 0           | 0          |
| A. Ogungbure  | 22            | 0             | 2             | 1             | 2                 | 0                 | 0                 | 0                 | 24       | 0      | 2           | 1          |
| T. Piplica    | 20            | 0             | 3             | 0             | 1                 | 0                 | 0                 | 0                 | 21       | 0      | 3           | 0          |
| L. Reghecampf | 17            | 2             | 3             | 0             | 2                 | 0                 | 0                 | 0                 | 19       | 2      | 3           | 0          |
| T. Rost       | 29            | 1             | 5             | 0             | 2                 | 0                 | 0                 | 0                 | 31       | 1      | 5           | 0          |
| T. Schikora   | 0             | 0             | 0             | 0             | 0                 | 0                 | 0                 | 0                 | 0        | 0      | 0           | 0          |
| R. Schröder   | 5             | 1             | 0             | 0             | 0                 | 0                 | 0                 | 0                 | 5        | 1      | 0           | 0          |
| S. Schuppan   | 5             | 0             | 1             | 0             | 0                 | 0                 | 0                 | 0                 | 5        | 0      | 1           | 0          |
| B. Schöckel   | 21            | 0             | 4             | 1             | 0                 | 0                 | 0                 | 0                 | 21       | 0      | 4           | 1          |
| V. Silva      | 11            | 0             | 4             | 0             | 0                 | 0                 | 0                 | 0                 | 11       | 0      | 4           | 0          |
| Z. Szélesi    | 27            | 3             | 6             | 1             | 2                 | 0                 | 0                 | 0                 | 29       | 3      | 6           | 1          |
| A. Thoms      | 0             | 0             | 0             | 0             | 0                 | 0                 | 0                 | 0                 | 0        | 0      | 0           | 0          |
| M. Thurk      | 8             | 3             | 3             | 1             | 2                 | 3                 | 1                 | 0                 | 10       | 6      | 4           | 1          |
| M. Winkler    | 0             | 0             | 0             | 0             | 0                 | 0                 | 0                 | 0                 | 0        | 0      | 0           | 0          |
| K. Şahin      | 13            | 1             | 6             | 0             | 0                 | 0                 | 0                 | 0                 | 13       | 1      | 6           | 0          |